# Сальгадо, Кёртис
Кёртис Сальгадо (англ. Curtis Salgado; род. 4 февраля 1954, Эверетт, Вашингтон, США)  — американский блюзовый певец, харпер, автор песен. Лауреат Blues Music Awards в номинации «Песня года» (2017), «Альбом соул-блюза» (2013, 2017, 2025), «Исполнитель соул-блюза» (2010, 2012, 2013, 2017, 2018, 2021—2023, 2025), «Артист года/Премия Би Би Кинга» (2013), номинант Blues Music Awards в номинациях «Альбом года» (2009, 2019, 2025), «Альбом соул-блюза» (2002, 2009), «Песня года» (2009), «Блюзовый инструменталист — вокал» (2020, 2022, 2023, 2025), «Альбом современного блюза» (2022), «Исполнитель соул-блюза» (2009, 2011, 2015, 2020) . 

## Биография
Кёртис Сальгадо родился в 1954 году в Эверетте, штат Вашингтон в семье пекаря и домохозяйки, рос в Юджине, штат Орегон . Увлёкся музыкой слушая обширную коллекцию его родителей, в которой было много разнообразных исполнителей от Фэтса Уоллера до Рэя Чарльза, а старший брат и сестра приобщили его к соулу и блюзу Уилсона Пикетта и Мадди Уотерса. Петь начал рано, ещё в детском саду, к старшим классам школы пел в хоре . В 13 лет Кертис посетил концерт Каунта Бейси и после него решил серьёзно заняться музыкой . Сначала он получил гитару, но быстро к ней охладел. Получив в подарок губную гармонику от матери (и книгу «Blues Harp»), Кёртис начал слушать Литтл Уолтера и Пола Баттерфилда и самостоятельно научился играть, слушая пластинки. На Сальгадо оказали влияние такие исполнители, как Отис Реддинг, Мадди Уотерс, Литтл Уолтер, Сонни Бой Уильямсон I и Сонни Бой Уильямсон II, Лайтнин Хопкинс и Хаулин Вулф. Также в числе харперов, повлиявших на него, Сальгадо отдельно выделяет Пола ДиЛея  . 
Начал свою карьеру в 18 лет, сначала в группе Three Finger Jack, затем лидером клубной группы The Nighthawks из города Юджин, штат Орегон, которая даже в 1977 году записала сингл. Затем он объединился с Робертом Креем, пел и играл на губной гармошке в группе The Robert Cray Band в течение шести лет, включая участие в записи дебютного альбома Крея, выпущенного в 1980 году. В то время, Благодаря тому, что Крэй и Сальгадо делили вокальные партии, а группа непрерывно выдавала блюз и малоизвестные соул-композиции, Robert Cray Band были самой популярной группой на Тихоокеанском Северо-Западе .
В 1982 году Сальгадо и Крей расстались, и Сальгадо стал фронтменом группы Roomful of Blues, пел и гастролировал с ними с 1984 по 1986 год. Затем Сальгадо вернулся в Орегон, где сформировал группу Curtis Salgado & The Stilettos. С 1988 года Сальгадо лечился от наркотической зависимости . Группа в 1991 году выпустила свой дебютный альбом. Летом 1992 года группа выступала на разогреве у The Steve Miller Band. 
В 1995 году Кёртис Сальгадо некоторое время был вокалистом группы Santana. Сальгадо подписал контракт с Shanachie Records в 1999 году и выпустил четыре альбома на этом лейбле. Второй альбом на этом лейбле Soul Activated принёс Сальгадо первую номинацию на Blues Music Award в 2002 году в категории «Альбом соул-блюза» (впоследствии Сальгадо трижды становился лауреатом премии в этой номинации, и девять раз признавался лучшим исполнителем соул-блюза). В дальнейшем музыкант регулярно записывался, выступал на блюзовых фестивалях Waterfront Blues Festival в Портленде, Chicago Blues Festival, Tampa Bay Blues Festival, San Francisco Blues Festival, Beale Street Music Festival в Мемфисе, Mile High Blues Festival в Денвере и участвовал в легендарном круизе The Legendary Rhythm & Blues Cruise. Сальгадо гастролировал по всему миру: на Сайпане, Гуаме, в Канаде, Англии, по всей Европе, в Бразилии, Чили, Панаме, на Филиппинах, в Таиланде и Гонконге. В течение своей карьеры Сальгадо выступал и записывался с такими музыкантами, как Стиви Рэй Вон, Отис Гранд, Ронни Эрл, Шейла Уилкоксон, Ар Эл Бёрнсайд, Ник Мосс, Томми Кастро, Эрл Кинг, Джо Луис Уокер, The Holmes Brothers, Джон Мейолл. 
Сальгадо был вдохновением для Джона Белуши, создавшего персонажей сериала «Братья Блюз» в конце 1970-х годов. Они познакомились и подружились, когда Белуши был в Юджине на съёмках фильма «Зверинец». Дебютный альбом «Братьев Блюз» Briefcase Full of Blues посвящён Сальгадо, а персонаж Кэба Кэллоуэя в фильме «Братья Блюз» назван в честь Кёртиса.
В 2005 году Сальгадо был диагностирован рак печени, в 2006 году ему была сделана успешная пересадка печени. В марте 2017 года он перенёс четырёхкратное аортокоронарное шунтирование.
Живёт в Портленде, штат Орегон . Всегда играет на гармошках Hohner .
Billboard: «Диапазон и мощь вокала Кёртиса Сальгадо — это настоящий талант… жёсткий блюз, прекрасно проработанный R&B, мощный и фанк» .
Living Blues: «Вокал Сальгадо — это душевная красота. Свежий, неожиданный, аутентичный, проникновенный… идеально исполненный… просто восхитительный» .

## Дискография
- 1991: Curtis Salgado & The Stilettos (JRS Records)
- 1995: More Than You Can Chew (Rhythm Safari/Priority Records)
- 1997: Hit It 'N' Quit It, Curtis Salgado & Terry Robb (Lucky Records)
- 1999: Wiggle Outta This (Shanachie Records)
- 2001: Soul Activated (Shanachie)
- 2004: Strong Suspicion (Shanachie)
- 2008: Clean Getaway (Shanachie)
- 2012: Soul Shot (Alligator Records)
- 2016: The Beautiful Lowdown (Alligator)
- 2018: Rough Cut, Curtis Salgado & Alan Hager (Alligator)
- 2021: Damage Control  (Alligator)
- 2024: Fine By Me (Little Village Foundation)